# Moses Hess
Moses Hess (født 21. juni 1812 i Bonn, død 6. april 1875) var en tysk-jødisk filosof, der var en pioner indenfor såvel den socialistiske som den zionistiske teoridannelse.
Han læste filosofi ved Rheinische Friedrich-Wilhelms-Universität Bonn, men afsluttede dog aldrig studiet. Han var ven med både Karl Marx og Friedrich Engels, og anses for at være den, der 'omvendte' sidstnævnte politisk.
| filosofi | Spire Denne filosofiartikel er en spire som bør udbygges. Du er velkommen til at hjælpe Wikipedia ved at udvide den. |